# Réginald de Cantorbéry
Œuvres principales
- Vita sancti Malchi

Réginald de Cantorbéry (Reginaldus Cantabrigiensis en latin) est un moine bénédictin et poète de langue latine actif au début du XIIe siècle en Angleterre.
Originaire de France, il devient moine à l'abbaye Saint-Augustin de Cantorbéry à une date inconnue. Il est notamment l'auteur d'une hagiographie en vers de Malchus de Maronie en six livres. Il subsiste également de son œuvre quelques dizaines de poèmes plus courts sur sa ville natale, Cantorbéry et les saints qui lui sont associés ou encore Anselme de San Saba.

## Biographie
Réginald est né vers le milieu du XIe siècle à Fagia, un lieu qui correspond peut-être à Faye-la-Vineuse, en Touraine. Le seigneur local, un certain Aimericus, pourrait avoir été l'un de ses premiers protecteurs. Il est lié d'une manière inconnue à l'abbaye Notre-Dame de Noyers, près de Tours. Il émigre en Angleterre pour des raisons inconnues et devient moine à l'abbaye Saint-Augustin de Cantorbéry. Sa présence dans ce monastère est attestée en 1100, mais il pourrait y être entré bien plus tôt. C'est durant son séjour à Cantorbéry qu'il rédigé la majeure partie de son œuvre.
La date de décès de Réginald est inconnue, mais elle se situe nécessairement après 1109, année de l'élévation de Thomas le Jeune au rang d'archevêque d'York. En effet, il subsiste un poème adressé à Reginald par Thomas, explicitement décrit comme archevêque, pour le remercier de lui avoir envoyé une copie de sa Vica sancti Malchi,.

## Œuvres
Réginald appartient à une période de renouveau du style hagiographique en Angleterre après la conquête normande de l'Angleterre. Ce courant est également illustré par des auteurs tels que Goscelin de Saint-Bertin, Eadmer et Osbern de Cantorbéry. Son œuvre majeure est la Vita sancti Malchi, un poème épique en en six livres sur la vie de Malchus de Maronie, un moine syrien du IVe siècle dont Jérôme de Stridon a écrit la première biographie. Ce poème subsiste dans deux versions : la première, conservée dans le manuscrit MS 241 du Merton College de l'université d'Oxford, compte 1 706 vers, tandis que la seconde, qui constitue une version développée de la première, est trois fois plus longue.
Les autres textes connus de Réginald comprennent un poème sur sa ville natale, une série de poèmes louant Cantorbéry et ses saints, ainsi qu'un ou deux poèmes sur Anselme de San Saba. Il s'y essaie à diverses formes de versification comme les strophes sapphiques ou les pentamètres, mais son mètre de prédilection est l'hexamètre. La plupart de ses poèmes sont rassemblés dans le manuscrit Laud Misc. 40 de la bibliothèque Bodléienne, qui semble avoir été compilé à l'intention de Baudouin, un moine du chapitre de chanoines de la cathédrale de Rochester avec qui Réginald échange des lettres. Cinq de ces poèmes ont été édités en 1872 par Thomas Wright dans le deuxième volume de Anglo-Latin Satirical Poets and Epigrammatists of the Twelfth Century, tandis que les 31 autres poèmes de Réginald ont été édités en 1888 par Felix Liebermann (en) dans la revue Neues Archiv.
Réginald pourrait également avoir écrit un Versarium de libris ethnicorum, qui figure dans la bibliothèque de l'abbaye de Rievaulx vers 1200, mais ce texte s'est perdu et l'identité de son auteur n'est pas certaine.